# 列托什尼基农村居民点
列托什尼基农村居民点（俄语：Летошницкое сельское поселение）是俄罗斯联邦布良斯克州茹科夫卡区所属的一个农村居民点。其下辖有12个居民点，行政中心为列托什尼基。据2015年统计，该农村居民点的人口为2008人。